# Morrison (Illinois)
Morrison ist eine Kleinstadt (mit dem Status „City“) und Verwaltungssitz des Whiteside County im Nordwesten des US-amerikanischen Bundesstaates Illinois. Das U.S. Census Bureau hat bei der Volkszählung 2020 eine Einwohnerzahl von 4.085 ermittelt.

## Geografie
Morrison liegt auf 41°48'33" nördlicher Breite und 89°58'05" westlicher Länge. Die Stadt erstreckt sich über eine Fläche von 5,5 km², die ausschließlich aus Landfläche besteht. 
Morrison liegt 18,5 km östlich des Mississippi River, der die Grenze zu Iowa bildet. 
Die Quad Cities liegen 69 km südwestlich von Morrison, Wisconsins Hauptstadt Madison liegt 190 km in nordnordöstlicher Richtung. Nach Cedar Rapids in Iowa sind es 156 km nach Westen und Chicago liegt 211 km im Osten.

## Verkehr
In Morrison treffen der U.S. Highway 30 und die Illinois State Route 78 zusammen. Alle weiteren Straßen sind untergeordnete oder innerörtliche Straßen.
Durch die Stadt verläuft eine Eisenbahnlinie der Union Pacific Railroad.
Der nächstgelegene Flugplatz ist der Whiteside County Airport bei Rock Falls (27,7 km südöstlich); der nächstgelegene größere Flughafen ist der 75,1 km südwestlich gelegene Quad City International Airport.

## Demografische Daten
Nach der Volkszählung im Jahr 2010 lebten in Morrison 4188 Menschen in 1713 Haushalten. Die Bevölkerungsdichte betrug 761,5 Einwohner pro Quadratkilometer. In den 1713 Haushalten lebten statistisch je 2,29 Personen. 
Ethnisch betrachtet setzte sich die Bevölkerung zusammen aus 96,8 Prozent Weißen, 0,8 Prozent Afroamerikanern, 0,6 Prozent amerikanischen Ureinwohnern, 0,1 Prozent Asiaten sowie 0,7 Prozent aus anderen ethnischen Gruppen; 1,0 Prozent stammten von zwei oder mehr Ethnien ab. Unabhängig von der ethnischen Zugehörigkeit waren 2,6 Prozent der Bevölkerung spanischer oder lateinamerikanischer Abstammung. 
21,6 Prozent der Bevölkerung waren unter 18 Jahre alt, 57,0 Prozent waren zwischen 18 und 64 und 21,4 Prozent waren 65 Jahre oder älter. 51,2 Prozent der Bevölkerung war weiblich.
Das mittlere jährliche Einkommen eines Haushalts lag bei 43.886 USD. Das Pro-Kopf-Einkommen betrug 23.676 USD. 8,5 Prozent der Einwohner lebten unterhalb der Armutsgrenze.